# Louis Thuillier
Pour les articles homonymes, voir Thuillier.
Louis Thuillier (né à Amiens le 4 mai 1856 et mort à Alexandrie en Égypte le 18 septembre 1883) est un physicien et biologiste français du XIXe siècle, contemporain de Louis Pasteur.

## Biographie

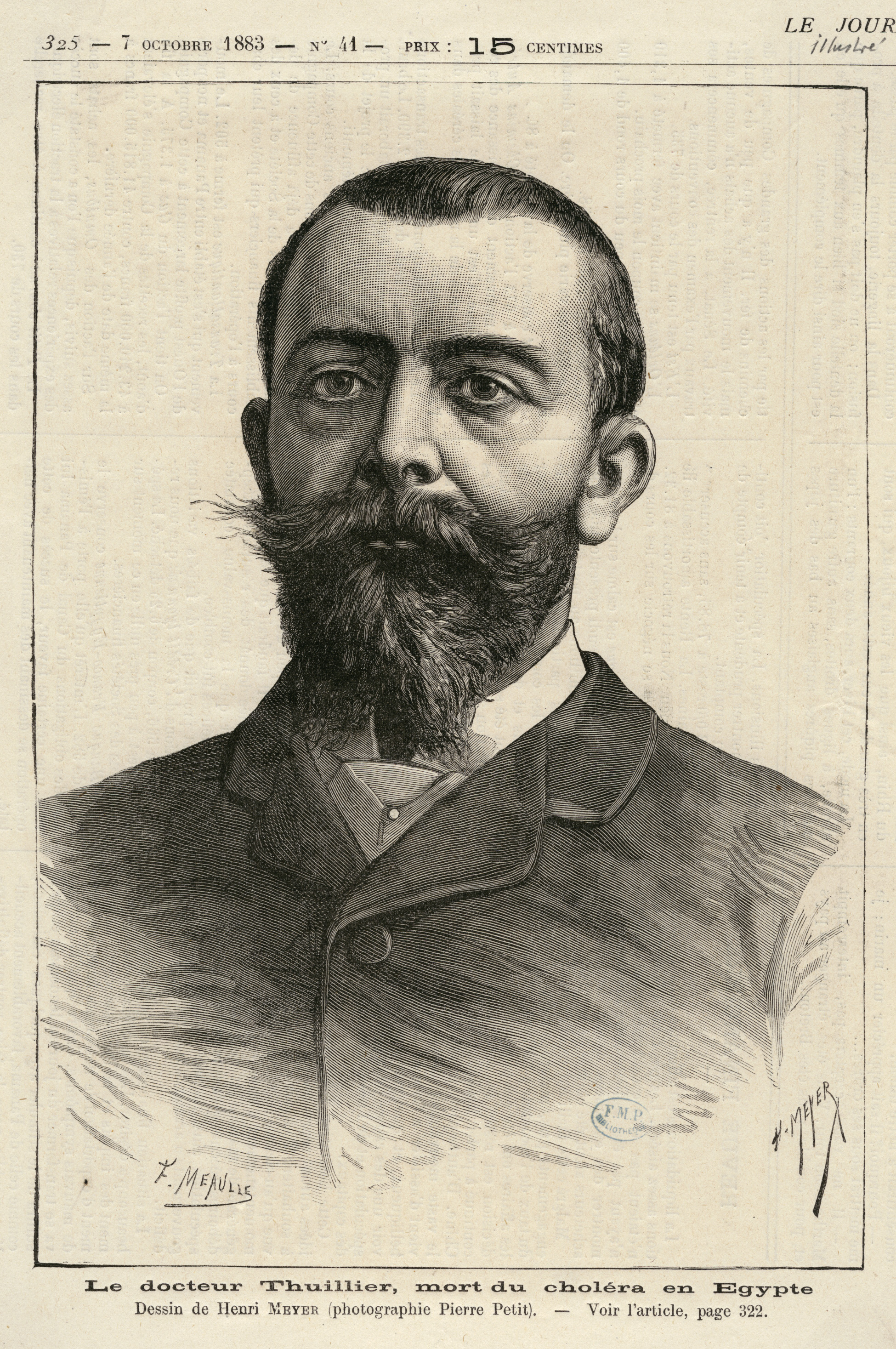
Le docteur Thuillier, mort du choléra en Égypte, par Meyer et Petit.

Né à Amiens le 4 mai 1856, Louis Thuillier a fait ses études secondaires au lycée d’Amiens. En 1877 il est admis à l’École normale supérieure (Paris) et, en 1880, il est reçu à l'agrégation de physique. Il travaille au laboratoire de Louis Pasteur comme préparateur.
Il participe aux travaux de Pasteur sur la rage et aux expériences de vaccination des moutons contre le charbon. Il part à Budapest en 1881 afin de diriger des expériences de vaccination pour cette bactérie chez les animaux.
Il découvre le microbe responsable de la maladie du rouget du porc, au cours d'une épizootie sévissant dans le département de la Vienne et participe, avec Pasteur, aux premières expériences de vaccination contre cette maladie.
En mission en Égypte en fin d'année 1883 pour étudier une épidémie de choléra, il succombe à cette maladie dans la ville d'Alexandrie. Il a été inhumé au cimetière de La Madeleine à Amiens.

## Hommages
- Amiens : 
  - un lycée d'Amiens porte le nom de lycée Louis-Thuillier, depuis 1976, en hommage à Louis Thuillier, ancien élève du lycée de garçons (un médaillon le représentatnt y avait déjà été installé en 1906)[2].
  - une rue du quartier Henriville porte le nom de rue Louis-Thuillier.

- Paris : le nom de Louis Thuillier a été donné en 1883 à une rue située dans le 5e arrondissement dans le Quartier latin.

## Œuvres
- Publications en collaboration avec: 
  - Charles Chamberland
  - Émile Roux
  - Louis Pasteur

## Sources externes
- Institut Pasteur, « portail institut Pasteur » (consulté le 10 novembre 2007)
- C. Larcher, « site personnel de C. Larcher » (consulté le 10 novembre 2007)